# East Fork (Arizona)
East Fork (Westliche Apachen: Hawú'ishįįhé) ist ein Census-designated place im Navajo County im US-Bundesstaat Arizona. Das U.S. Census Bureau hat bei der Volkszählung 2020 eine Einwohnerzahl von 672 auf einer Fläche von 7,5 km² ermittelt. East Fork liegt auf 1597 m. ü. M. in der Fort-Apache-Reservation im Süden des Countys.

## Bildung
East Fork liegt im Whiteriver Unified School District.

## Verkehr
Westlich von East Fork verläuft die Arizona State Route 73.